# Malthininae
Malthininae Kiesenwetter, 1852 è una sottofamiglia di coleotteri polifagi appartenenti alla famiglia dei Cantaridi.

## Tassonomia
Comprende le seguenti tribù:
- Malchinini Brancucci, 1980
- Malthinini Kiesenwetter, 1852
- Malthodini Böving and Craighead, 1931